# Orbis Mertig
Orbis Mertig es una empresa argentina dedicada a la fabricación de artefactos a gas (cocinas, calderas, termotanques y estufas). Fue creada en 1921 por el empresario germano‑argentino Roberto Mertig y comercializa sus productos en Argentina, el Mercosur y Norteamérica.

## Historia
En 1921, durante los inicios de la difusión del gas carbón en Argentina, Roberto Mertig, natural de Dresde (Alemania), fundó en Villa Adelina la empresa Orbis, inicialmente orientada a la reparación de artefactos a gas. En la década de 1930 comenzó a industrializar sus propias líneas de producción en el país.
En 1970, el liderazgo pasó a Federico Mertig, hijo del fundador, quien amplió la gama de productos e impulsó la exportación a Estados Unidos, Canadá y México.

## Productos y mercado
Orbis Mertig fabrica:  
- Cocinas a gas.
- Calderas y termotanques.
- Estufas y calefactores.

Exporta sus artefactos a:  
- Países del Mercosur.
- Estados Unidos.
- Canadá.
- México.

Todas estas líneas están detalladas en su sitio oficial.

## Sedes y plantas industriales
- Villa Adelina (Buenos Aires, Argentina). Planta original, inaugurada en 1958.[3]
- Fraga (San Luis), Argentina. Planta inaugurada en 1987.[4]
- Campina Grande do Sul (Paraná, Brasil). Planta inaugurada en 1996.[5]

## Cronología
- 1921 – Fundación de Orbis Mertig por Roberto Mertig.
- 1958 – Inauguración de la planta de Villa Adelina[4].
- 1970 – Federico Mertig asume la presidencia.
- 1987 – Apertura de la planta de Fraga[4].